# Уэллвуд, Кайл
Кайл Уэллвуд (англ. Kyle Wellwood; 16 мая 1983, Уинсор, Онтарио, Канада) — профессиональный канадский хоккеист, центральный нападающий. Прозвище — «Фродо» (англ. "Frodo"). В настоящее время завершил карьеру.

## Биография
С октября 2010 по январь 2011 года выступал за мытищинский «Атлант» в КХЛ.
Закончил карьеру игрока в 2013 году. Последним клубом Кайла был швейцарский «Цуг». В общей сложности сыграл в НХЛ 489 матчей.
Ему принадлежит рекорд по скорости забивания шайбы..

## Международная
Серебряный призёр молодёжного чемпионата мира 2003 года в составе сборной Канады.

## Статистика
```
                                            
                                            --- Regular Season ---  ---- Playoffs ----
Season   Team                        Lge    GP    G    A  Pts  PIM  GP   G   A Pts PIM
--------------------------------------------------------------------------------------
1999-00  Belleville Bulls            OHL    65   14   37   51   14  16   3   7  10   6
2000-01  Belleville Bulls            OHL    68   35   83  118   24  10   3  16  19   4
2001-02  Belleville Bulls            OHL    28   16   24   40    4  --  --  --  --  --
2001-02  Windsor Spitfires           OHL    26   14   21   35    0  16  12  12  24   0
2002-03  Windsor Spitfires           OHL    57   41   59  100    0   7   5   9  14   0
2003-04  St. John's Maple Leafs      AHL    76   20   35   55    6  --  --  --  --  --
2003-04  Toronto Maple Leafs         NHL     1    0    0    0    0  --  --  --  --  --
2004-05  St. John's Maple Leafs      AHL    80   38   49   87   20   5   2   2   4   2
2005-06  Toronto Maple Leafs         NHL    81   11   34   45   14  --  --  --  --  --
2006-07  Toronto Maple Leafs         NHL    48   12   30   42    0  --  --  --  --  --
2007-08	 Toronto Maple Leafs	     NHL    59	  8   13   21	 0  --  --  --  --  --
2008-09	 Vancouver Canucks	     NHL    74	 18    9   27	 4  10   1   5   6   0
2009-10	 Vancouver Canucks	     NHL    75	 14   11   25	12  12   2   5   7   0
2010-11	 Atlant Mytishchi	     KHL    25	  5    3    8	 2  --  --  --  --  --
2010-11  San Jose Sharks	     NHL    35	  5    8   13	 0  18   1   6	 7   0
2011-12	 Winnipeg Jets	             NHL    77	 18   29   47	 4  --  --  --  --  --
2012-13	 Winnipeg Jets	             NHL    39	  6    9   15	 2  --  --  --  --  --
2013-14  Zug                         NLA     9	  1    2    3    0  --  --  --  --  --
--------------------------------------------------------------------------------------
         NHL Totals                        489   92  143  245   36  40   4  16  20   0

```